# Arnold Lucy
Arnold Lucy (8 de agosto de 1865 — 15 de dezembro de 1945) foi um ator de teatro e cinema britânico, mais conhecido como Professor Kantorek em All Quiet on the Western Front (1930).
Arnold Lucy começou sua carreira de ator no final do século XIX, no teatro e afirma-se que ele se apresentou no lendário Teatro West End de Londres mais de 1200 vezes antes de fazer sua estreia em cinema no filme mudo The Devil's Toy (1916).